# Helembius nannus
Helembius nannus är en mångfotingart som beskrevs av Chamberlin 1918. Helembius nannus ingår i släktet Helembius och familjen stenkrypare. Inga underarter finns listade i Catalogue of Life.